# Jigni

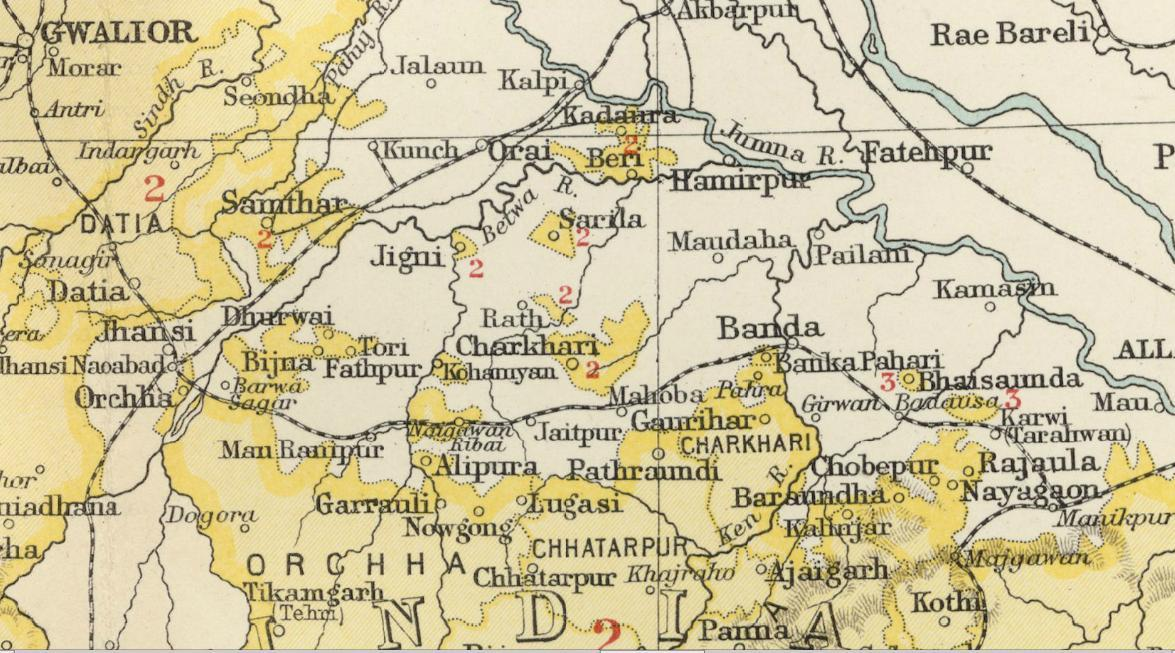
Jigni a un mapa de l'Imperial Gazetteer of India

Jigni fou un petit estat tributari protegit de l'Índia central, a l'agència de Bundelkhand, amb una superfície de 57 km² i una població el 1901 de 3.838 habitants (3.427 el 1881), amb 6 pobles. Estava rodejat per parts dels districtes de Jhansi i d'Hamirpur a les Províncies Unides. Els sobirans eren bundeles rajputs.
La nissaga fou fundada per Rao Padam Singh, fill de Chhatarsal de Panna, que va rebre del seu pare el 1730 (quatre anys abans de morir) els jagirs de Rasin i Badaus (després al districte d'Hamirpur). El jagir original era gran, però fou molt reduït després de les annexions marathes del 1734-1742. Lachhman Singh va poder conservar dues parganes (Raht i Panwari). Quan es va establir la supremacia britànica, Prithwi Singh (fill de Lachman) governava a 14 pobles però a causa de la seva hostilitat, li foren arrebassats i annexionats a territori britànic (1804). El 1810 sis pobles li foren retornats en jagir i se li va concedir un sanad possessori. Al segle XIX encara tenia una força militar de 57 homes.
La capital era Jigni situada a 25° 45′ N, 79° 25′ E / 25.750°N,79.417°E a la riba dreta del riu Dhasan allà on conflueix amb el Betwa, amb una població de 1.770 habitants el 1901.

## Llista de raos
- 1. Rao Padam Rao 1730-1790
- 2. Rao Lakshman Singh I (fill) 1790-1806
- 3. Rao Prithi Singh (o Prithwi Singh) 1806-1830 (fill)
- 4. Rao Bhopal Singh 1830-1870 (fill pòstum)
- 5. Rao akshman Singh II Bahadur (fill adoptiu) 1870-1892 (germa de Rudra Pratap Singh de Panna)
- 6. Rao Bhanu Pratap Singh (fill adoptiu) 1892-1925 (fill de Kunwar Ganga Singh, cosí de Malkhan Singh Ju Deo Bahadur de Charkhari)
- 7. Rao Bhupendra Vijay Singh (fill adoptiu) 1926-1948 (fill de Maharaja Punya Pratap Singh d'Ajaigarh)